# Восточный Синий хребет
Восточный Синий хребет — относительно низкогорный массив (максимальная высота — г. Гордеевская — 1033 м ВУМ) в системе гор Сихотэ-Алиня. Протянулся с севера на юг в центральной части Приморья. К востоку от него лежит центральный массив Сихотэ-Алинь, а к западу параллельно ему тянется несколько более высокий и длинный Синий хребет (1 083). К юго-востоку расположен в Медвежий хребет (с господствующей вершиной г. Дикая).

## Геология
В теле Восточного Синего хребта обнаружены следующие карстовые пещеры: Приисковая (290 м), Синегорская (180 м) и Медвежья (62 м). Хребет прорезают долина р. Уссури и её приток Арсеньевка. У западного склона расположен город Арсеньев. Над городом возвышается сопка Обзорная. Её высота 876 м. С неё видна панорама Арсеньева, долины реки Арсеньевки, территорию заказника «Тихий», сёл Анучинского и Яковлевского районов. Хребет относится к разряду складчато-глыбовых гор на мезозойских и кайнозойских структурах.

## Флора и фауна
Преобладают хвойные породы деревьев с небольшой примесью широколиственной древесной и кустарниковой растительности. Из птиц отмечены голубая сорока, восточная ворона (редко), большеклювая ворона.

## Туризм и рекреация
На северо-западном склоне построены горнолыжные трассы (горнолыжная база «Восток», г. Арсеньев). Протяжённость основных спусков 1800 и 2000 м, учебный спуск — 300 м, средняя крутизна — 13°—28°, перепад высот 470 м (на основном спуске). Буксировочные подъёмники. При базе организована детская спортивная школа.

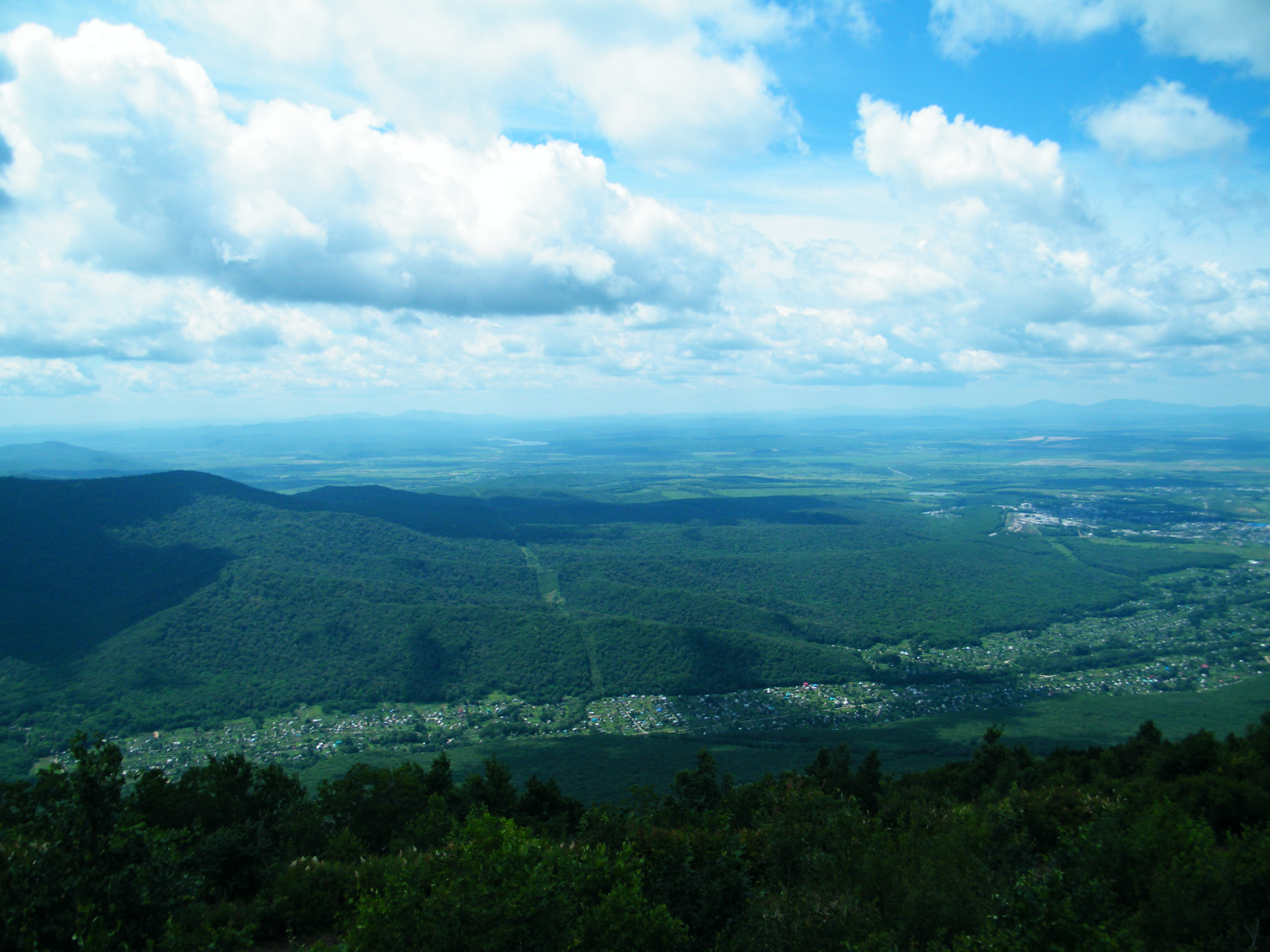
Дачи арсеньевцев в долине реки Дачная. Вид с сопки Обзорная.
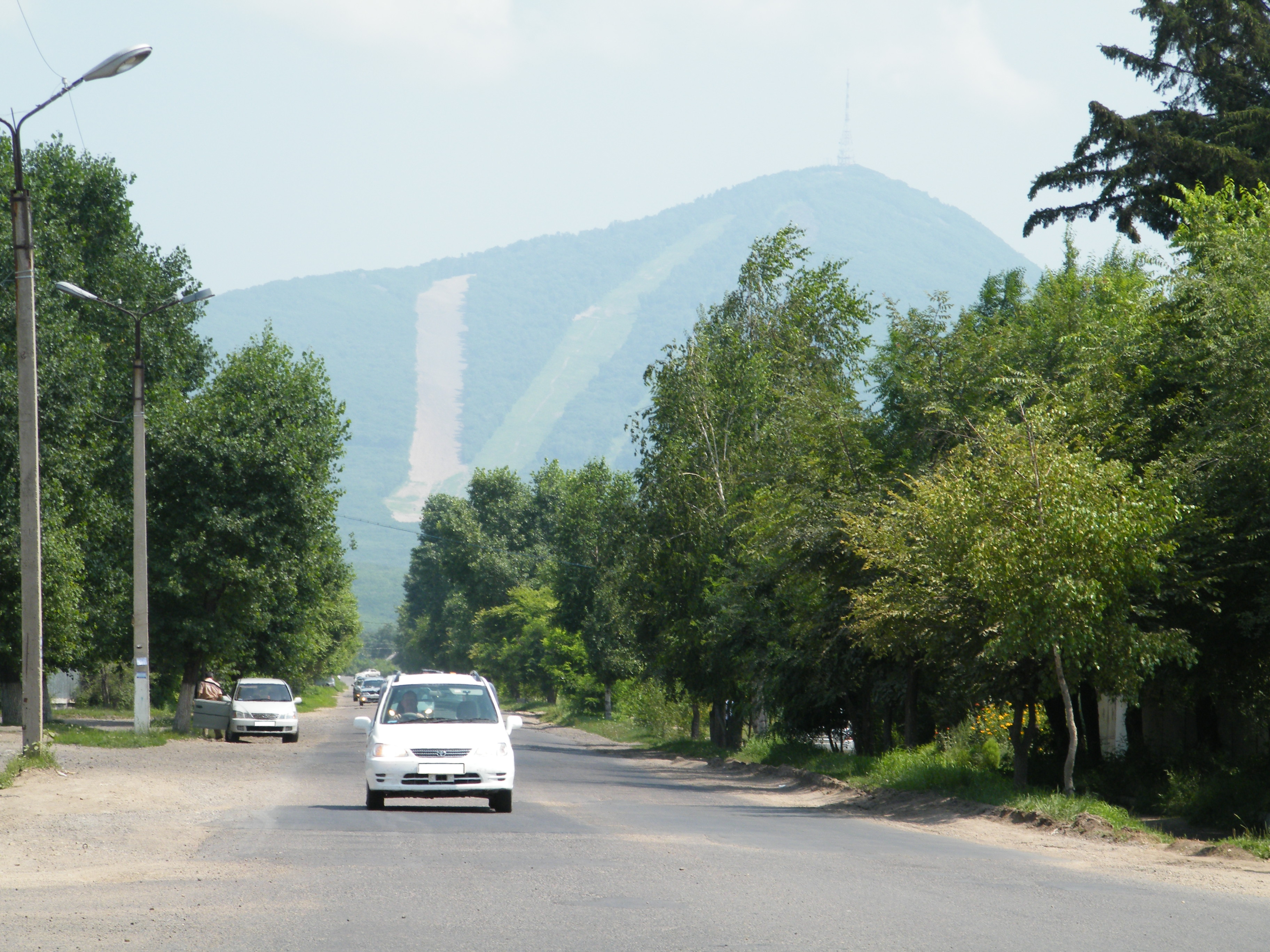
Сопка Обзорная, вид с ул. Жуковского (г. Арсеньев)
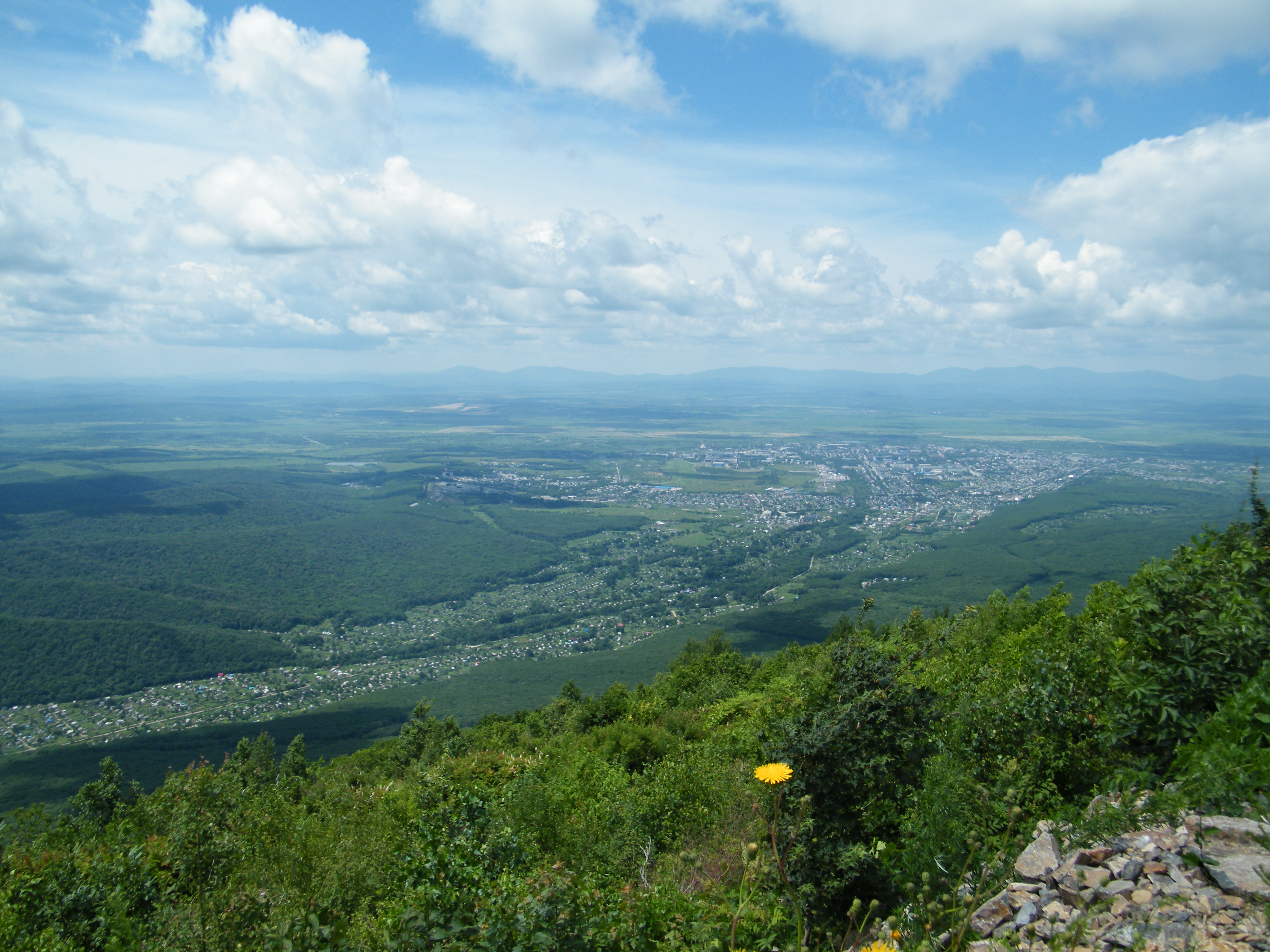
Арсеньев, вид с Обзорной
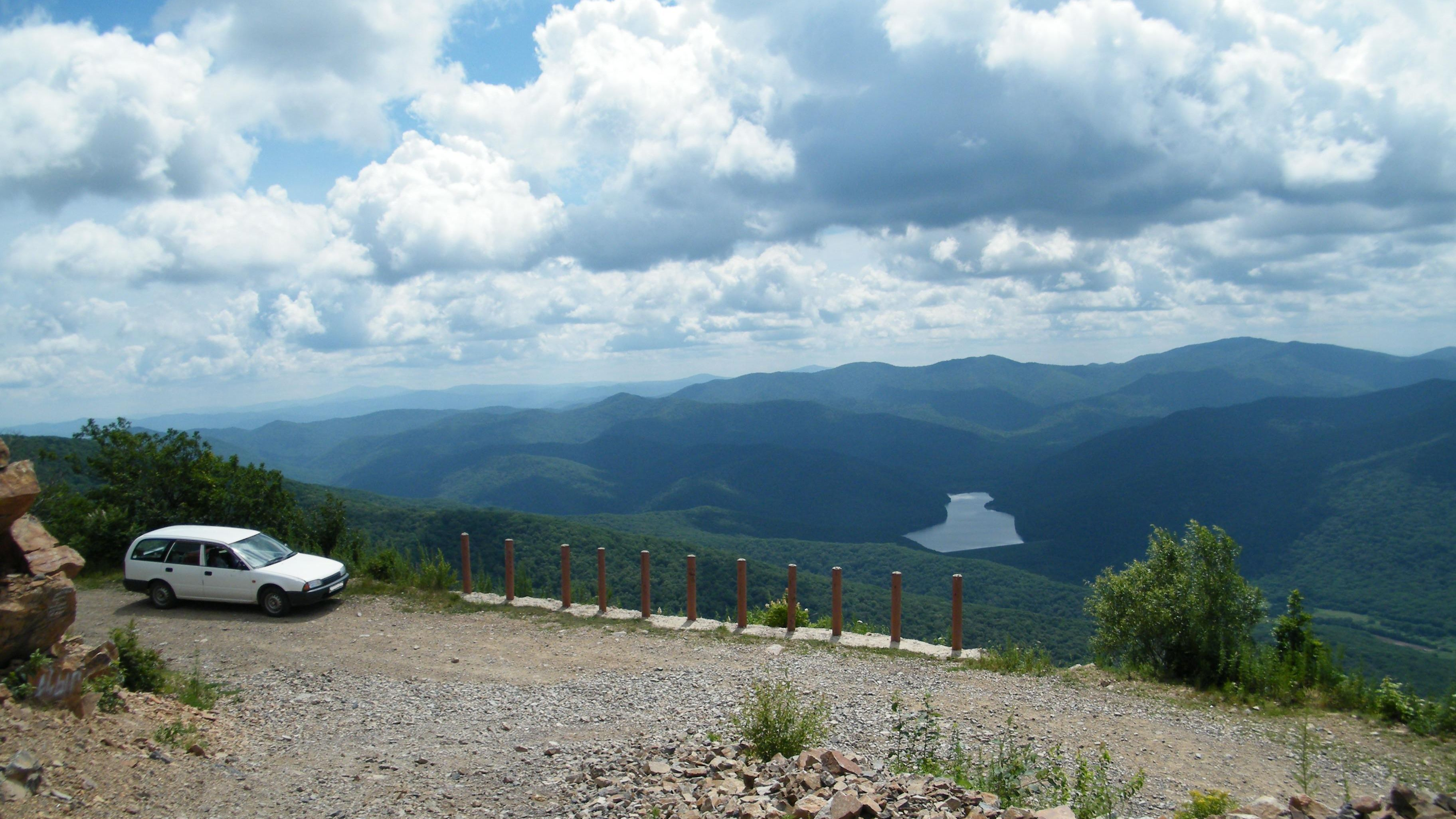
Водохранилище на реке Дачная
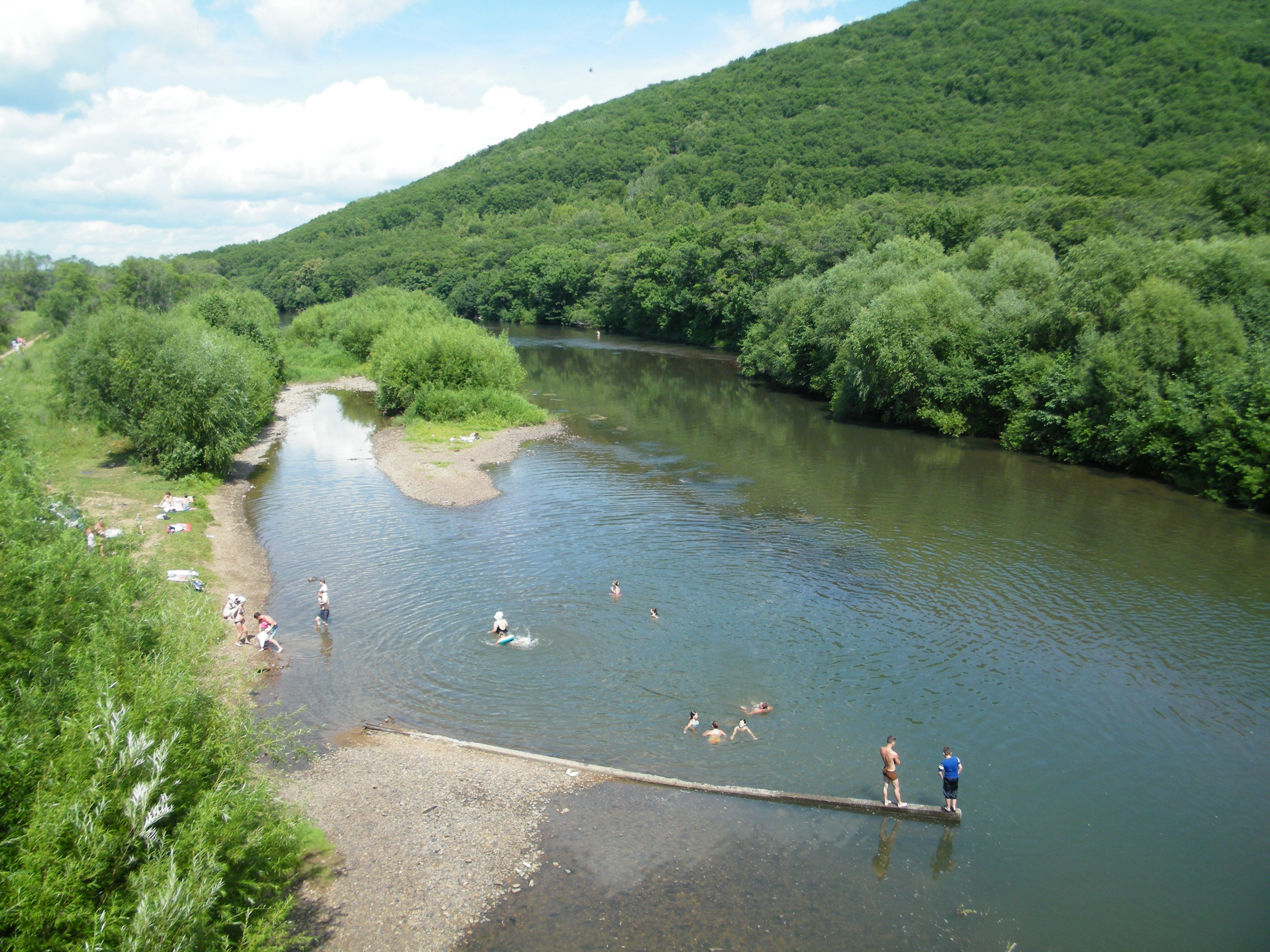
Восточный Синий хребет. Река Арсеньевка у села Анучино, Приморье